# Eukaliptus kamaldulski

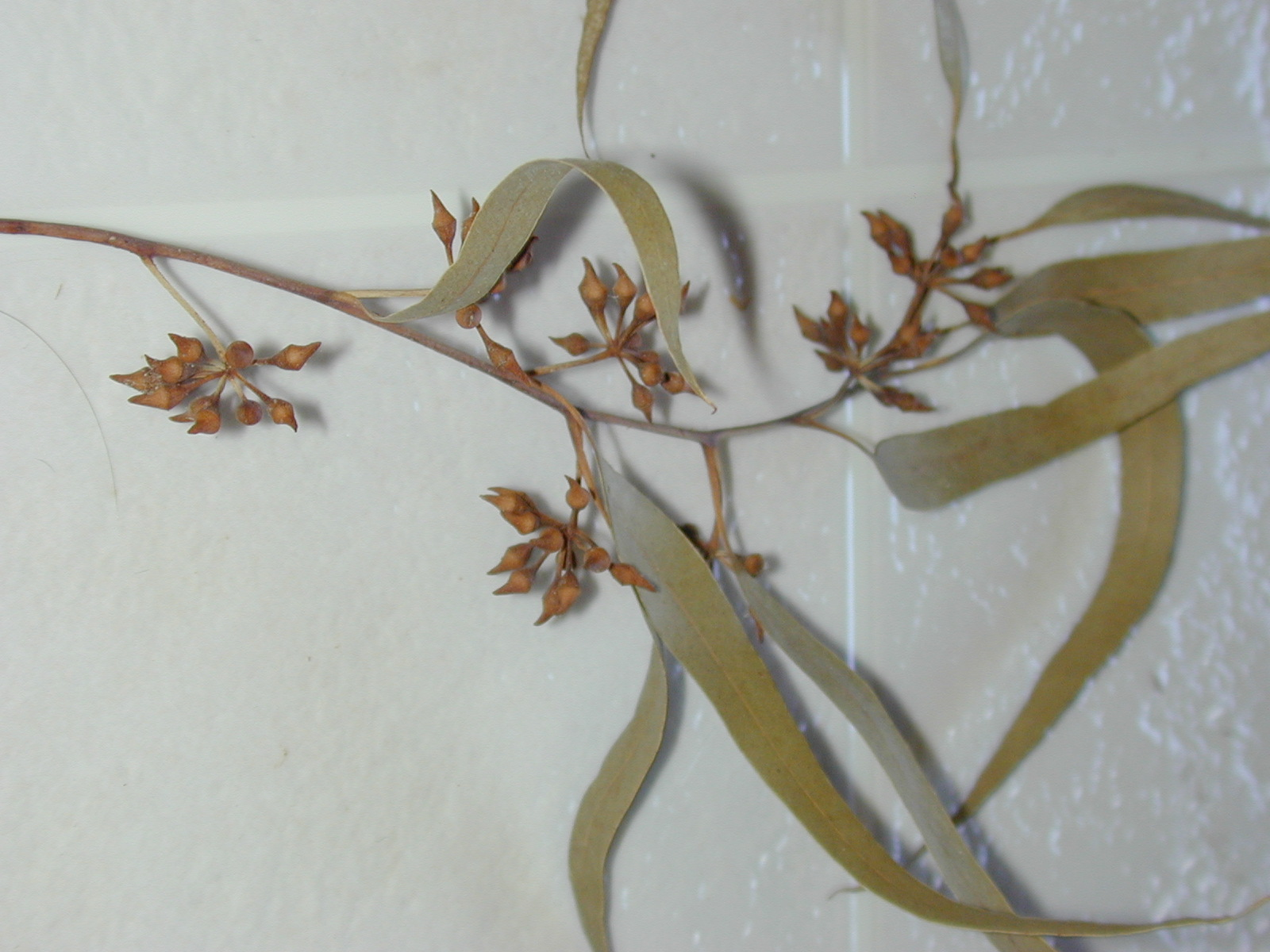
Pędy

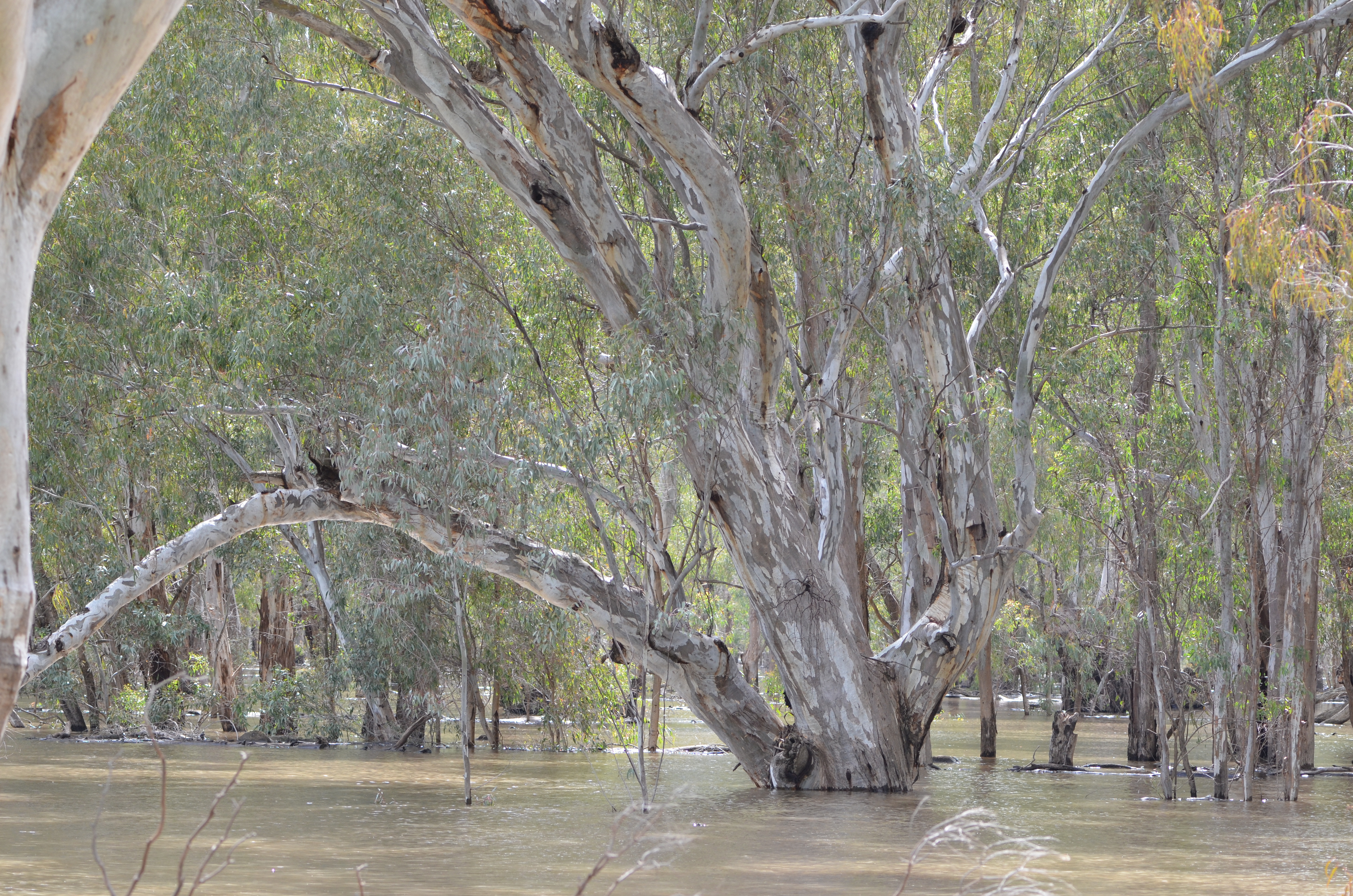

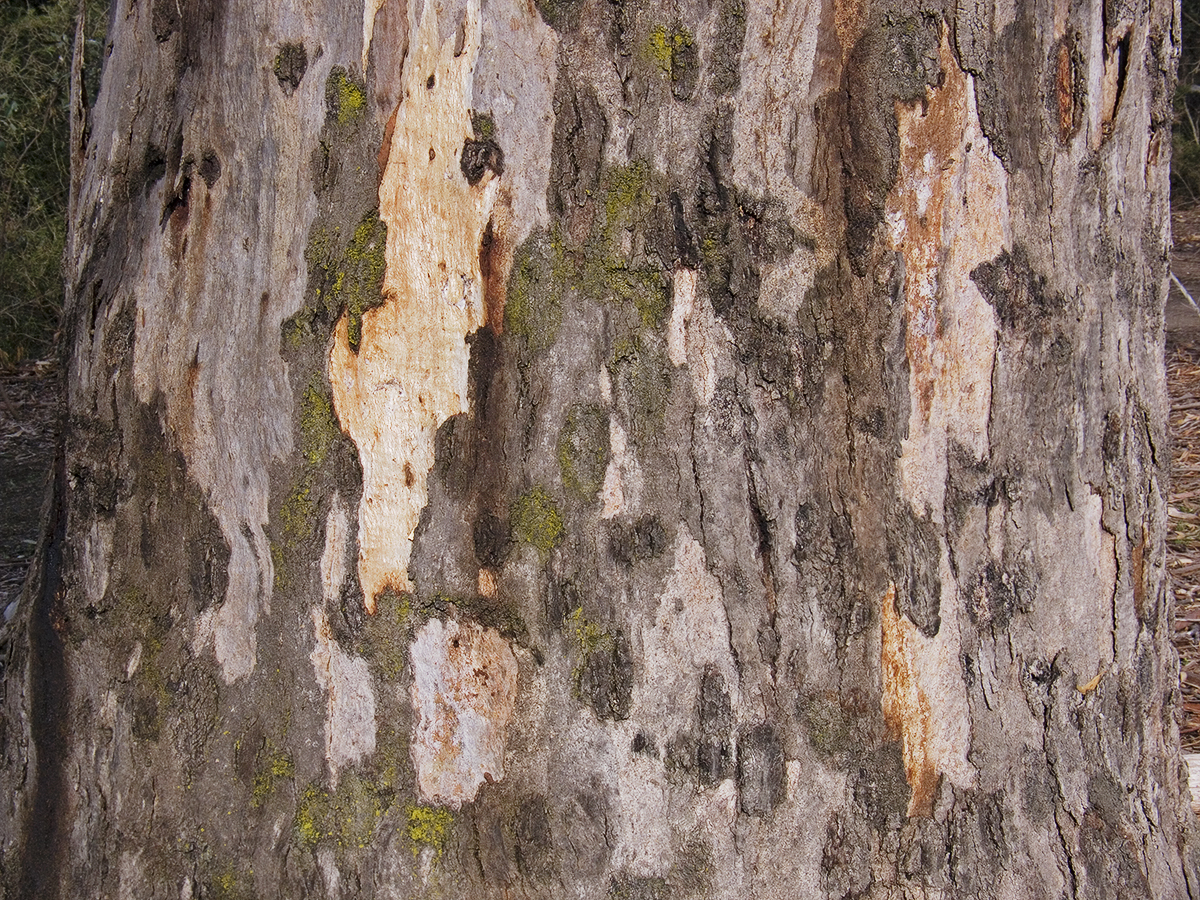
Kora

Eukaliptus kamaldulski (Eucalyptus camaldulensis) – gatunek drzewa należącego do rodziny mirtowatych. Pochodzi z Australii, ale uprawiany jest w wielu innych regionach świata. Jego łacińska nazwa camaldulensis wywodzi się od nazwy miasta Camaldoli we Włoszech, gdzie znajduje się klasztor Kamedułów i gdzie po raz pierwszy, w roku 1832, opisano ten gatunek.

## Morfologia
PokrójOsiąga do 45 m wysokości.
PieńRozłożysty, o grubości do 3,5 m. Kora o grubości do 3 cm, gąbczasta.
LiścieWiecznie zielone, skórzaste liście, które ustawiają się brzegiem do słońca.
KwiatyKwiaty białe.
OwocTorebka.

## Biologia i ekologia
W Australii drzewo najczęściej jest spotykane wzdłuż brzegów rzek. Jego pnie zwalone do rzek odgrywają istotną rolę w funkcjonowaniu ekosystemów rzecznych. Gatunek ten wytrzymuje zarówno długie okresy suszy, jak i powodzie. Drzewo nazywane jest Widow Maker (twórcą wdów) ponieważ zdarza się nierzadko, że z korony drzewa odłamują się i spadają bez żadnego ostrzeżenia potężne konary o średnicy sięgającej do połowy średnicy pnia.

## Zastosowanie
Angielska nazwa drzewa Red River Gum pochodzi od koloru drewna, które w zależności od tego kiedy zostało ścięte i w jaki sposób zostało zakonserwowane – ma kolor od lekko różowego do bardzo ciemnoczerwonego. W Australii używane jest zazwyczaj do wyrobu elementów wystawionych na działania atmosferyczne i odpornych na gnicie, obróbka drewna jest bardzo trudna i tylko najlepsze egzemplarze są używane do produkcji mebli.